# Rekoa marius
Rekoa marius is een vlinder uit de familie van de Lycaenidae. De wetenschappelijke naam van de soort werd als Thecla marius in 1857 gepubliceerd door Lucas.

## Synoniemen
- Thecla aon Lucas, 1857
- Thecla spurina Hewitson, 1867
- Thecla ericusa Hewitson, 1867
- Thecla brescia Hewitson, 1868
- Thecla voconia Hewitson, 1869